# Kozina (Wolbrom)
Kozina – północna część miasta Wolbrom w województwie małopolskim, w powiecie olkuskim, w gminie Wolbrom.
Rozpościera się w wzdłuż ulicy Kościuszki na północnych rubieżach miasta.

## Historia
Kozina to dawna wieś. W latach 1867–1870 należała do gminy Poręba Dzierżna w powiecie olkuskim w guberni kieleckiej. 13 stycznia 1870 weszła w skład nowej gminy Wolbrom w tymże powiecie, utworzonej ze zniesionego miasta Wolbromia oraz sąsiednich wsi z gmin Złożeniec i Poręba Dzierżna.
W okresie międzywojennym należała do powiatu olkuskiego w woj. kieleckim. 19 maja 1930 Wolbrom odzyskał status miasta, w związku z czym powiększono jego obszar o sąsiednie miejscowości, w tym Kozinę.